# Al otro lado del río y entre los árboles
Al otro lado del río y entre los árboles (Across the River and into the Trees) es una novela del escritor estadounidense Ernest Hemingway publicada en el año 1950. Es una de las últimas novelas que publicó en vida el célebre escritor, posterior a "Por quién doblan las campanas" (For Whom the  bell tolls, 1940) y anterior a la última que publicó en vida, "El viejo y el mar" (The old men and the sea, 1952). En ella el escritor, fiel a su particular estilo, llamado "teoría del iceberg", indaga a través de sus personajes sobre la guerra, el amor y la muerte, temas recurrentes en sus otras obras. 

## Sinopsis
Richard Cantwell es un cincuentón coronel veterano del ejército de los Estados Unidos que pasa un fin de semana en Venecia para la caza del ánade y, en especial, para encontrarse con su amante Renata, una joven aristocrática veneciana de diecinueve años. Sin embargo, el coronel y su amante son conscientes de que su relación está condenada al fracaso, debido a las dolencias cardíacas del coronel. Así pues y a medida que avanza la novela presenciamos a un coronel Cantwell, herido física y psicológicamente, que debe enfrentarse a sí mismo (y a sus recuerdos) y al amor en las postrimerías de su vida, representado aquí, en contraposición, como un amor inocente y joven.

## Adaptación cinematográfica
El 30 de marzo de 2022, tras un rodaje condicionado por la pandemia de COVID-19, se estrenó en el Sun Valley Film Festival, de Idaho, su adaptación al cine con el título original Across the River and into the Trees, dirigida por Paula Ortiz y con actuación de Liev Schreiber, Matilda De Angelis, Josh Hutcherson, Laura Morante y Danny Huston.